# Schmuckkehl-Höschenkolibri
Der Schmuckkehl-Höschenkolibri  (Eriocnemis isabellae), auch als Pinche-Höschenkolibri oder Isabella-Schneehöschen bezeichnet, ist eine kolumbianische Kolibriart aus der Gattung der Wollhöschen. Sie wurde erst 2005 entdeckt und 2007 als neue Art beschrieben. Der Bestand wird von der IUCN als „vom Aussterben bedroht“ (critically endangered) eingeschätzt.

## Beschreibung
Der Schmuckkehl-Höschenkolibri erreicht eine Länge von neun bis zehn Zentimetern. Der englische Name Gorgeted Puffleg bezieht sich auf eine Zeichnung an der Kehle (englisch: gorge) des Männchens aus buntschillernden, smaragdgrünen und leuchtend blauen Federn.

## Verbreitung und Lebensraum

Verbreitungsgebiet des Schmuckkehl-Höschenkolibris

Der einzige bekannte Lebensraum des Schmuckkehl-Höschenkolibris ist der Regenwald der Serranía del Pinche in einer Höhe von 2600 bis 2900 Metern. Dieser Gebirgszug liegt im Südwesten Kolumbiens in der Umgebung der Gemeinde Argelia, Departamento Cauca.

## Status
Die Art gilt als äußerst bedroht, da ihr natürlicher Lebensraum durch Brandrodung und illegalen Coca-Anbau immer weiter vernichtet wird. BirdLife International stuft die Art als „vom Aussterben bedroht“ (critically endangered) ein. Da das Gebirge der Serrania del Pinche ein nicht geschütztes Gebiet ist, gestaltet sich der Schutz des natürlichen Habitats des Schmuckkehl-Höschenkolibris sehr schwierig. 2013 erfolgte der Eintrag in die Rote Liste der Internationalen Naturschutzunion (IUCN).

## Etymologie und Forschungsgeschichte
Alexander Cortés-Diago, Luis Alfonso Ortega, Luis Mazariegos-Hurtado und André-Alexander Weller beschrieben den Schmuckkehl-Höschenkolibri unter dem heutigen Namen Eriocnemis isabellae. Das Typusexemplar wurde im Jahr 2005 von Cortés-Diago und Ortega während einer Feldstudie gesammelt. Eriocnemis leitet sich von den griechischen Wörtern ἔριον érion für „Wolle“ und κνημίς knēmī́s für „Manschette, Beinschiene“ ab. Das Artepitheton isabellae widmeten die Autoren Isabella Cortes, der Tochter von Alexander Cortés-Diago.